# Siemianowice Śląskie
Siemianowice Śląskie (en allemand : Siemianowitz, en silésien : Śymjanowicy) est une ville minière et industrielle de Pologne située au bord de la rivière Brynica, au sud du pays dans la voïvodie de Silésie, au cœur de la région industrielle de Haute-Silésie (GOP). C'est l'un des centres de la conurbation de Haute-Silésie.

## Géographie
Située dans le massif des Beskides, l'agglomération s'est imposée au XIXe siècle comme un important bassin houiller et sidérurgique. 
Siemianowice est située sur la butte Chorzów-Bytom, qui se trouve sur les hautes terres de Katowice, qui font partie des hautes terres de Silésie, en Haute-Silésie. Il existe de nombreux bassins, fossés, vallées fluviales et collines douces. "Brynica" traverse la ville et plusieurs petites rivières.
La plus haute altitude se trouve à Bytków - 320 m, et les points les plus bas de Siemianowice sont situés dans la région de l'ancienne vallée de Sadzawki et Brynica - le point le plus bas à 260 m au-dessus du niveau de la mer. Dans la topographie de Siemianowice, outre les formes naturelles, les formes résultant de l'activité humaine jouent un rôle important. Ce sont des tas, des tas de stériles. Il existe également des cavités de surface résultant de l’exploitation du sable et du charbon. Sur le plan géologique, Siemianowice est située dans le bassin houiller de Haute-Silésie, couvrant l’ensemble du district industriel de Haute-Silésie et du district houiller de Rybnik. Les frontières de Siemianowice sont: Katowice, Chorzów, Będzin, Czeladź, Piekary Sląskie et Wojkowice.
C'est l'un des centres centraux de la conurbation de Haute-Silésie.
Dans les années 1975-1998, la ville faisait partie administrativement de la province de Katowice.

### Climat
Le climat de la ville est caractérisé par une certaine domination du climat océanique sur le climat continental. La température maximale se produit le plus souvent en juillet et à plusieurs degrés au-dessus de 30 °C. La température minimale a lieu en janvier ou février et atteint environ -20 °C. La température annuelle moyenne oscille autour de 8 °C. Les précipitations dans la ville sont en moyenne de 660-700 mm par an. Le mois le plus pluvieux est en juillet. La ville est dominée par les vents du sud-ouest et de l'ouest. Aux XIXe et XXe siècles, le climat de Siemianowice était secoué par la pollution de l'atmosphère, la fumée et la poussière. Après l'effondrement de l'industrie lourde, l'air a été purifié.

### Matière première minérale
La principale matière minérale extraite de la ville était la houille et, dans le nord, les minerais de zinc et de plomb. Les deux matières premières ont été exploitées selon la méthode souterraine. Grâce à la méthode à ciel ouvert, l’argile, le sable et le calcaire ont été extraits. Dans le réservoir, il restait 51,3 millions de tonnes de charbon hors bilan, dont le groupe A - 29,6 millions de tonnes et B - 21,7 millions de tonnes.

### Hydrologie
La ville est entièrement située dans le bassin de la Vistule, en plus de la partie nord-ouest de Michałkowice, où se trouve une petite partie du bassin de la rivière Odra (le bassin de Bytomka). Le service des eaux de premier ordre séparant les deux bassins de Siemianowice a toutefois un parcours incertain en raison des déformations causées par les activités minières. Le bassin de la Vistule dans les limites de la ville fait presque exclusivement partie du bassin de la Brynica, qui constitue la frontière nord-est de la ville sur Przełajka et en partie sur Bańgów. Dans la ville entière, un seul cours d’eau se déverse dans Brynica - Rów Michałkowicki, qui est le bon affluent du fleuve. Dans la partie sud-est de la ville, il y a également un affluent de la Brynica, la rivière Brynica, sur la rive droite, qui se jette dans cette rivière déjà dans la ville voisine de Katowice. Malheureusement, les cours d'eau mentionnés sont très pollués en raison de la pénétration d'eaux usées industrielles et municipales.
Michałkowice - un étang dans le parc "Górnik"
Il y a plusieurs dizaines de réservoirs d'eau stagnante à Siemianowice ląskie. Cependant, ce sont des réservoirs artificiels. Dans la majorité des cas, il s'agit de réservoirs souterrains de construction en terre, dans lesquels la persistance de l'eau est possible en raison des couches de sol du sol qui sont peu perméables et imperméables. Une partie importante des plaines inondables a été créée à la suite de l'extraction du charbon. Un problème important de ces réservoirs est le manque d'eau et le dessèchement. Ceci est souvent causé par la cessation de l’approvisionnement en eau souterraine des mines fermées. Le nombre de coliformes, de coliformes fécaux, de streptocoques fécaux et d’autres dangers pour la santé est souvent dépassé dans les réservoirs de Siemianowice et il n’est pas possible de nager ni d’utiliser de l’eau à des fins récréatives.

### Faune et flore
La part des espaces verts est estimée à 45% de la superficie de la ville, ce qui place Siemianowice Śląskie à cet égard dans l'un des principaux postes de l'agglomération de Katowice. Il y a 10 espèces d'amphibiens qui appartiennent au groupe des bioindicateurs. Les plus communs incluent triton à crête, crapaud à ventre de feu, crapaud gris, rainette et rainette. Le lézard de reptile est le plus facile à observer depuis le reptile de la ville, tandis que dans le Mały Staw Brysiowy, on peut observer un serpent d’herbe ordinaire. Les oiseaux les plus communs incluent canard colvert, faisan, foulque, pigeon urbain et porcin (90 espèces d'oiseaux au total). Parmi les mammifères insectivores, vous pouvez rencontrer le hérisson, la taupe et la musaraigne veloutée. En outre, les chauves-souris et les belettes vivent également dans la ville. La rangée de rongeurs est la plus représentée - il y a des mammifères tels que: la souris des champs, le rat brun, le campagnol, l'écureuil, l'anémone, le rat musqué ou le hamster de l'Europe. À Siemianowice ąląskie, vous pouvez également trouver un lièvre brun et des chevreuils - le seul sanglier de taille moyenne et sauvage.
Il y a 21 espèces de plantes protégées à Siemianowice.

### Division administrative
Siemianowice śląskie couvre une superficie de 25,5 km² et est divisée en 5 districts administratifs:
- Centre de 11,98 km²
- Michałkowice - 5,46 km²
- Bańgów - 2,96 km²
- Przełajka - 2,7 km²
- Bytków - 2,3 km²

### Démographie
| Description                          | En total  | En total | F         | F      | H         | H      |
| ------------------------------------ | --------- | -------- | --------- | ------ | --------- | ------ |
| L'unité                              | personnes | %        | personnes | %      | personnes | %      |
| Population                           | 69 539    | 100      | 36 295    | 52%    | 33 244    | 48%    |
| Densité de population [habitant/km²] | 2727,0    | 2727,0   | 1423,3    | 1423,3 | 1303,7    | 1303,7 |

Lors du recensement national de 2011, 20 832 résidents de Siemianowice, soit 29,7% de la population de la ville, ont déclaré la nationalité silésienne.

## Toponymie
L'origine du nom de Siemianowice n'est pas complètement expliquée. Les plus probables sont:
- de sept cabanes, qui ont été nommés Siedminowice / Siedmionowice
- de la légende de Siemion / Siemian, Michał et Maciej ou de Siemion / Siemian, Michał et Jakub
- du nom "nef de la terre", ce qui signifie que la terre est déchirée par l'eau

En 1923, la commune de Huta Laura-Siemianowice est créée, fusionnant les municipalités de Siemianowice et Huta Laura. Le nom de la commune a été changé le 23 février 1927 en Siemianowice Śląskie.

## Infrastructure

### Routes
Siemianowice bénéficie de bonnes liaisons routières avec le reste du pays grâce à son emplacement au centre du district industriel de Haute-Silésie. L'aéroport de Katowice-Pyrzowice est situé à environ 30 km. À Siemianowice, le trafic automobile augmente. La construction de la voie de contournement est planifiée depuis plusieurs années. Elle fera partie de la route reliant Katowice à Pyrzowice et à l’ouest - avec Chorzów.
À travers la ville passe la route nationale no 94 de Zgorzelec à Cracovie, Rzeszów et plus loin à Korczowa.
Il y a 225 rues nommées dans la ville qui fournissent un réseau de 103 km de routes.

### Trams et bus
En tramway pour Siemianowice, vous pouvez vous rendre de Katowice à la boucle de Plac Skargi dans le centre-ville. Dans les années 1899-2009, il existait également une liaison de tramway avec Chorzów. Le premier tramway à vapeur interurbain a été lancé sur la ligne Siemianowice - Katowice en 1896 et, en 1898, un tramway électrique a été ouvert sur cette ligne (première connexion électrifiée dans l'agglomération). Au tournant des XIXe et XXe siècles, il y avait un dépôt dans la ville. La construction de liaisons de tramway entre Siemianowice et Bytom en passant par Michałkowice et Czeladź a été planifiée à plusieurs reprises. Malheureusement, les plans n’ont pas été mis en œuvre. Actuellement, il existe des liaisons de bus et de tramway dans la ville.
29 lignes de bus desservent la ville (0, 5, 22, 27, 30, 30 N, 42, 43, 50, 72, 74, 91, 96, 98, 110, 119, 133, 168, 170, 190, 196, 222 , 296, 662, 663, 664, 665, 860, 974) et la ligne de tram 13.

### Chemin de fer
La ligne de chemin de fer à double voie no 161 Katowice Szopienice Północne-Chorzów Stary, où se trouve la gare, est située dans le centre-ville et à Bytków. Elle est utilisée depuis 1969 uniquement pour le transport de marchandises. En 2005, le PKP(Chemins de fer polonais) a démoli le bâtiment de la gare historique à partir de 1870. Dans le nord de la ville, les lignes de l'ancien chemin de fer à sable relient Jaworzno et Łagisza à Bytom. La gare la plus proche est ouverte au trafic passagers et se trouve actuellement à Katowice, à 8 km du centre-ville. Dans les années 1870-1968, la ville disposait de liaisons ferroviaires voyageurs.

### Air
En 2014 à ul. Jana Pawła II, un héliport sanitaire a été mis en service.

### Infrastructure technique
Il y a des installations hydrauliques dans la ville, utilisées par 98,8% des habitants; réseau d'égouts et de gaz, utilisé par 68,7% de Siemianowicz; station d'épuration "Centre" et station d'épuration "Landeco".

## Histoire

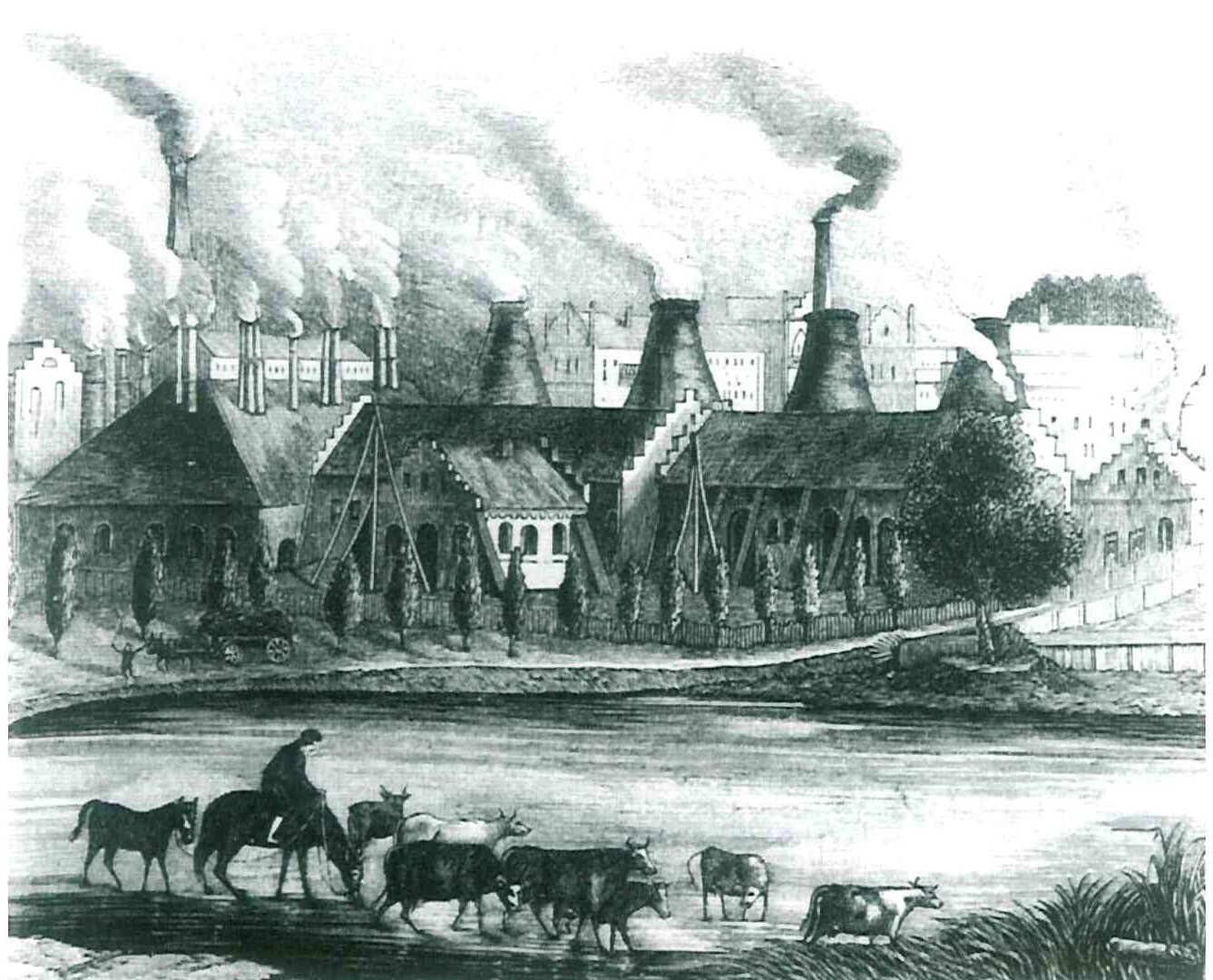
Les forges Laura vers 1840
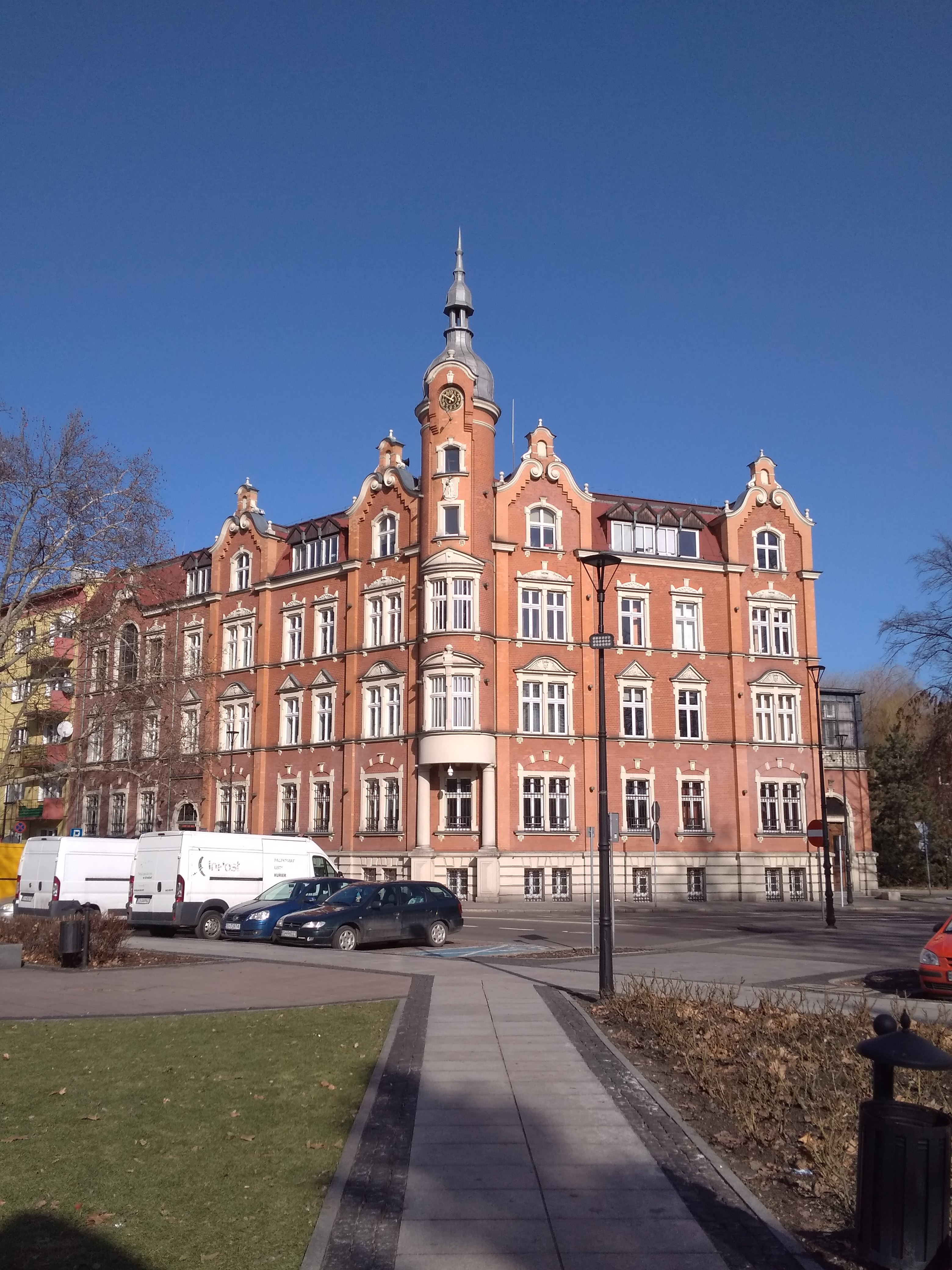
Le siège de la Communauté urbaine.
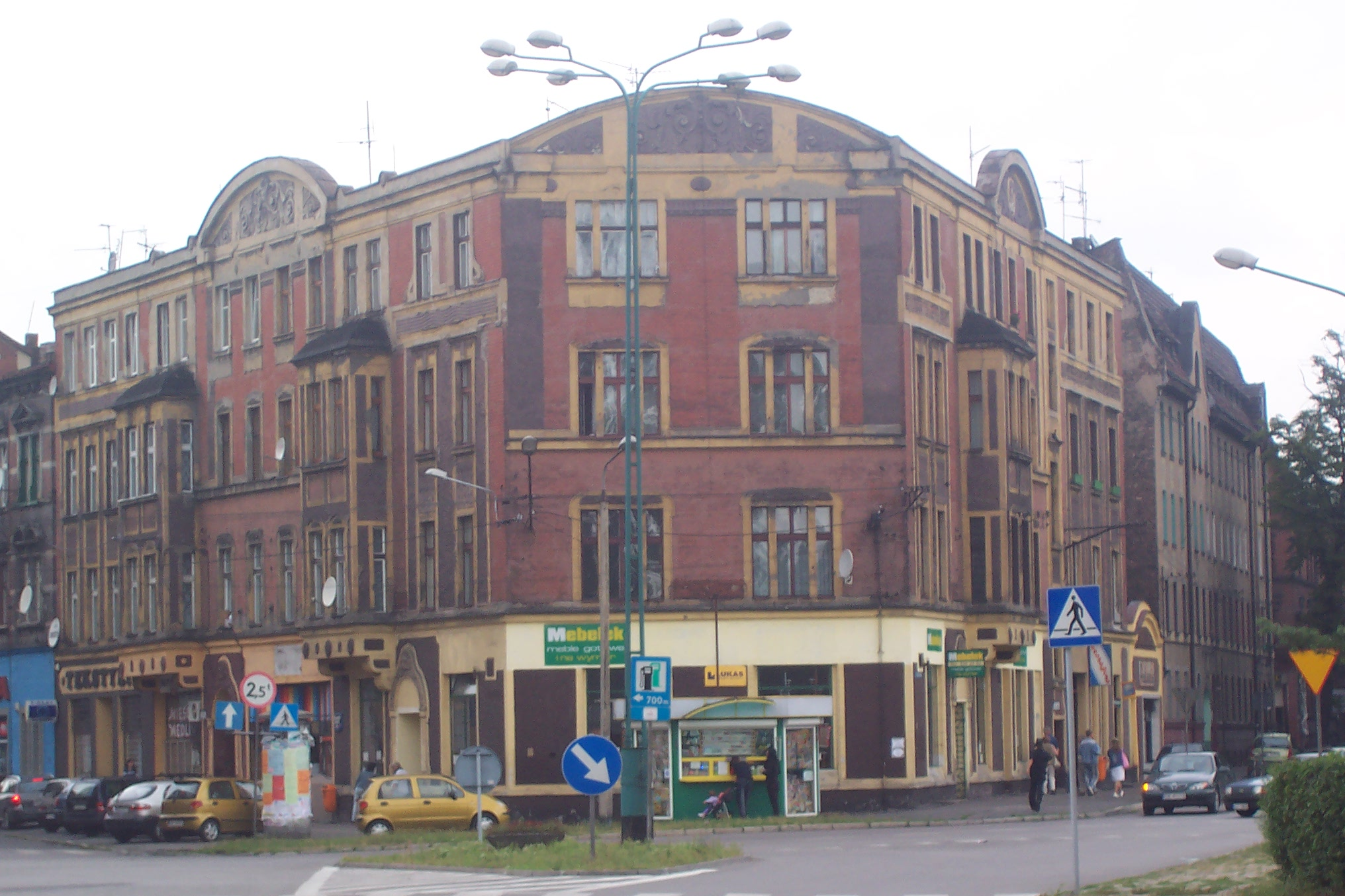
Le siège des forges Laura.

Siemianowitz était à l'origine un village de pêcheurs, ce que rappellent les armoiries de la ville qui datent de 1789. La localité est citée pour la première fois en tant que Seymanovicze en 1451. Mais ce village resta pendant des siècles dans l'ombre de la paroisse de Michalkowitz, qui n'est plus aujourd'hui qu'un quartier de la ville. De 1743 à 1873, Siemianowitz fait partie de l'arrondissement de Beuthen dans le district d'Oppeln au sein de la province de Silésie.
Au XIXe siècle, l'expansion de l’industrie minière bouleversa l’économie et la démographie locales. SItuée au cours d'un important bassin houiller, la ville vit les mines de charbon et les forges se multiplier. Ce fut d'abord la forge Laurahütte (1836) qui ouvrit ses usines à quelques kilomètres au sud de Siemianowitz. En 1871 cette entreprise se regroupa pour former la société par actions Vereinigte Königs- und Laurahütte. Le village de Siemianowitz et la ville ouvrière de Laurahütte connurent une croissance folle et l'afflux continu d’entreprises et d’ouvriers vers la mine de charbon Richter entraîna bientôt la conurbation des deux localités prussiennes, rattachées en 1873 à l’arrondissement de Kattowitz (de). En 1910, la commune de Siemianowitz comptait déjà 18 336 habitants et Laurahütte, 16 120 habitants. La commune de Siemianowitz vota en 1904 la construction d'un hôtel de ville sur la place de la foire annuelle ; quant à l’hôtel de ville de Laurahütte, il avait déjà en 1897 son aspect quasi définitif.
Malgré les résultats du plébiscite de Haute-Silésie (20 mars 1921), par lequel 56,3 % des habitants de Siemianowitz et 66,7 % des habitants de Laurahütte s'étaient déclarés favorables au maintien au sein du Reich allemand, la région fut rattachée en 1922 à la Pologne ; les villes prirent le nom de Siemianowice, resp. Huta Laura. En 1923, les nouvelles autorités procédèrent à la fusion des deux villes, pour former Huta Laura-Siemianowice Śląskie, rebaptisée en 1927 : Siemianowice Śląskie ; l'agglomération obtiendra le statut de ville en 1932 (la commune en avait 43 mille. habitants et était considéré comme le plus grand village de l'Europe). La ville redevint allemande pour quelques années à la suite de la campagne de Pologne, et était appelée alors Laurahütte.
Depuis la fin du XXe siècle, Siemianowice a dû faire face au bouleversement des structures économiques, au déclin de l’industrie minière et à l'explosion du taux de chômage, qui a grimpé jusqu'à 30,3 %, soit le plus fort taux de chômage de la voivodie de Silésie. En décembre 2009) il avait considérablement régressé (13,1 %), mais il est bien au-dessus du reste de la région qui, avec un taux de 3,3 %, a pratiquement retrouvé une situation de plein emploi.

## Clubs de sport dans la ville
1. Le Municipal Sport Club Siemianowice Sląskie, fondé le 20 mars 1945, comprend une section de handball (actuellement sans équipe senior), de football, de hockey sur gazon et de tennis de table. La salle de sport (Complex Hall "Michał") est située à ul. Eliza Orzeszkowa 1 et le stade MOSiR (centre municipal de sports et de loisirs) pour 1000 personnes (136 personnes) dans le parc Pszczelnik.
2. Futsal Club Siemianowice ąląskie est un club de futsal fondé en 1995 sous le nom de "Zryw".
3. Mustangs de Michałkowice est un club de hockey sur gazon fondé en 1993, qui utilise le stade du complexe "Siemion" à surface artificielle.
4. Club de sport interscolaire "START" Michałkowice est un club de handball fondé en 2000; il est impliqué dans la formation d'enfants de la catégorie d'âge des plus jeunes. joue et s'entraîne dans la salle de sport du complexe "Michał"
5. Volley Club "Górnik" Siemianowice Śląskie est le club que Siatkarski forme et joue dans la salle de sport du complexe "Michał"
6. Le club de sport pour étudiants Interschool "Michałkowice" est un club de volley-ball spécialisé dans l’entraînement des enfants et des jeunes, qui se joue dans la salle de sport du complexe sportif "Michał".
7. Clubs sportifs pour étudiants: Wodnik, Jedność, Wołodyjowski (escrime, à l'école primaire numéro 4 à Michałkowice).

## Culture et divertissement
Le centre municipal de sports et de loisirs "Pszczelnik" propose: des courts de tennis, des terrains de football, une piscine extérieure, une salle de sport. Le MOSiR "Michał" propose: une piscine intérieure avec un toboggan de 86 m de long, un sauna et un bain à remous, ainsi qu'une salle de sport et de divertissement. La ville possède également un terrain de hockey sur gazon, un champ de chasse, un terrain de golf, un bowling et un centre de divertissement, un amphithéâtre dans le parc municipal et une piscine centenaire. Depuis 1966, le musée de la ville de Siemianowice occupe un bâtiment historique du XVIIIe siècle, avec une exposition permanente de sculptures sur charbon et autres illustrant l’histoire et la culture de la ville et de la Haute-Silésie.
Musées et centres culturels :
- Musée de la ville
- Siemianowickie Centrum Kultury, ul. Niepodległości 45
- Centre culturel de Siemianowice "Willa Fitznera"
- Centre culturel des jeunes Jordanie
- Centre culturel de Siemianowice "Jarzębina"
- Maison de la Culture "Chimiste"
- Bibliothèque publique municipale

Centres sportifs :
- Centre municipal de sports et de loisirs "Pszczelnik"
- Complexe sportif "Siemion"
- Complexe sportif "Michał"

Parcs :
- Palais et parc
- Parc Górnik
- Parc Bytkowski
- Parc Hutnik
- Apiculteur du parc
- complexe forestier Bażantarnia
- Lasek Bytkowski

Itinéraires à vélo :
- Dans le parc "Górnik"
- À proximité de l'étang près de Chorzow
- Dans la forêt de Bytka
- Dans les Alpes de Wełnowiec
- Dans le parc de la ville
- Aux alentours de Baantarnia
- Chez l'apiculteur
- Sur Przełajka, près de Brynica

Autre :
- Parcours de golf
- Bowling Renoma
- Chasse

### Médias locaux
- Dziennik Zachodni (quotidien)
- Gazeta Siemianowicka (mensuel)
- Vie de Siemianowice (hebdomadaire)
- Nouvel Echo Siemianowice (mensuel)
- Magazine Siemianowickie (mensuel)
- Wolne Siemianowice (mensuel)
- Données de Siemianowice (mensuel) www.smssiemianowice.pl
- Nouvelle radio BaRys (radio Internet) www.noweradiobarys.pl

## Architecture
1. Palais et complexe de parcs - l'un des plus grands palais de Pologne (le plus grand de la province de Silésie), actuellement en cours de rénovation.
2. Un fragment de l'ancien palais Mieroszewski
3. Palais de Michałkowice (Dom Technika "Zameczek" dans le parc de Górnik) - ancien palais de Mieroszewscy, plus tard Rheinbabenów. Un lieu où se déroulent des événements culturels et des concerts.
4. Le grenier - le bâtiment du grenier, construit par le comte Henckel von Donnersmarcka au XVIIIe siècle, est maintenant le siège du musée municipal.
5. Un palais romantique du XIXe siècle dans le parc de Górnik - un bâtiment rappelant un château dans lequel un jardinier prenait soin du parc entourant le palais de Michałkowice.
6. Église Saint Croix du XIXe siècle.
7. Église Saint Michael l'archange.
8. Eglise évangélique Martin Luther.
9. Église de saint Anthony de Padoue
10. Statue de saint Jean de Nepomuk.
11. Figurine de Saint Jean de Nepomuk. Le palais Mieroszewski est visible à l'arrière-plan
12. Croix sur ul. Watoły.
13. Le cimetière colérique de Sośnia Góra.
14. Hôtel de ville de Siemianowice l.
15. Mairie à Huta Laura.
16. Villa de l’industriel Wilhelm Fitzner, dit Villa Fitzner.
17. L'immeuble de bureaux de l'usine de chaudières à vapeur Fitzner.
18. Le soi-disant. le maire de Huta Laura.
19. Centre de traitement des brûlures.
20. Le bâtiment principal du bureau de poste.
21. Piscine sur ul. J. Śniadecki.
22. Centre culturel sur ul. Niepodległości (ancienne maison d'Adolf Geisler).
23. Brasserie.
24. Villa du directeur de la mine sur ul. Auschwitz.
25. Bâtiment de la direction de la mine sur ul. Olympique

### Lieux de mémoire nationale
- Tombe du soldat inconnu - est située sur la place Wolności. Il y a une inscription dessus: "À un soldat inconnu tué dans les combats pour la liberté de la Pologne en hommage aux habitants de Siemianowice l. 1er novembre 1945 "
- Monument à l'acte ascendant - il est également situé sur la place Wolności. Il porte 27 noms de personnes décédées lors des soulèvements silésiens.
- Monument de Wojciech Korfanty - situé à la jonction des rues Chopina et Sportowców. Il a été offert au dictateur du 3e soulèvement silésien à l'occasion de son 65e anniversaire.
- Monument à la mine Défenseurs de la mine "Michał" - situés près des murs de la mine "Michał" à Michałkowice. Les mots "Gloire aux héros déchus" et 11 noms de défenseurs déchus y sont gravés.
- Le tableau des patriotes - il est encastré dans le mur de l'ancien bâtiment de la direction de Huty Jedwabny au 27, rue Stycznia. L'inscription gravée sur le tableau se lit comme suit: "Pour la gloire éternelle aux patriotes polonais assassinés et torturés par des voyous nazis en 1939-1944."
- Monument of the Independence Action - situé sur la place Skarga, il commémore quatre dirigeants remarquables de Siemianowice: le colonel Jan Emil Stanek, le lieutenant-colonel Tadeusz Majcherczyk-Zdana et les sous-lieutenants Karol Gajdzik et Walenty Fojkis.

## Administration
Siemianowice Sląskie est une ville dotée de droits de poviat. Les habitants choisissent 23 conseillers du conseil municipal de Siemianowice Sąskie. L'organe exécutif du gouvernement autonome est le président de la ville, actuellement Rafał Piech. Le siège des autorités de la ville est la mairie à ul. Jean Paul II.
La ville est membre de l'Union métropolitaine de Haute-Silésie, de l'Union des municipalités et des poviats de Silésie et de l'Association des villes polonaises.

### Jumelages
Siemianowice Śląskie est jumelée aux villes suivantes :
- Köthen (Anhalt) et Wattrelos depuis 1993
- Jablunkov (République tchèque) depuis 1998
- Mohács (Hongrie) depuis 1999
- Câmpia Turzii (Roumanie) depuis 2001
- Wattrelos (France) depuis 1993

## Soins de santé
L’hôpital de la ville de Siemianowicki a été créé sur la base d’hôpitaux ouverts durant l’entre-deux-guerres. Hôpital no 1 à ul. Jana Pawła II 1a - a été créée sur la base de l’hôpital de la compagnie Bratska, hôpital de la ville d’ul. 1er mai 9 - basé sur l’usine de traitement de l’aluminerie "Laura" (Huta "Jedność").
La ville possède également l'une des cliniques de traitement des brûlures la plus moderne d'Europe et la plus moderne de Pologne, établie dans le bâtiment hospitalier historique de la société Bracka, à côté de l'hôpital municipal.
L'hôpital comprend:
- Salle de réception de la clinique externe
- Département d'anesthésiologie et de soins intensifs
- Département de chirurgie plastique et reconstructive
- Service de traitement des brûlures
- Département de réhabilitation
- Chirurgie ambulatoire
- Poradnia chirurgyczne plastycznej i reconstruction
- Counselling sur les maladies internes
- Burns ambulatoire
- Laboratoire d'hyperbare aérobie

## Personnalités
Artistes :
- Magda Anioł - chanteuse
- Apostolis Anthimos - musicien
- Franco Beval - Opéra Ténor
- Marta Fox - poète, romancier et essayiste.
- Julian Gembalski - organiste, éducateur
- Krzysztof Globisz - acteur
- Antoni Halor - réalisateur de cinéma et de télévision, artiste, publiciste et folkloriste
- Michael Jary - musicien et compositeur
- Piotr Kołodziej - écrivain et dramaturge populaire silésien.
- Tomasz Pietrzak - poète
- Grzegorz Roman - acteur pour enfants
- Beata Schimscheiner - actrice
- Jan Skrzek - musicien
- Józef Skrzek - compositeur, musicien, dirigeant des CFF
- Marta Straszna - une actrice silésienne d'un non-standard
- Rafał Taracha - musicien, chanteur de Tuff Enuff
- Grzegorz Widera - acteur
- Wojciech Ziętarski - acteur

Athlètes :
- Krystian Bąk - joueur de hockey sur l'herbe, olympien
- Jan Białas - footballeur
- Stefan Białas - footballeur et entraîneur
- Jacek Bielczyk - joueur d'échecs, olympien
- Magdalena Breguła - athlète, olympique
- Jerzy Choroba - joueur de hockey sur gazon, olympien
- Alojzy Deja - footballeur
- Roman Kierpacz - lutteur, olympien
- Natalia Kot-Wala - gymnaste, olympienne
- Pawel Kryske - footballeur
- Zygmunt Maszczyk (né en 1945), footballeur, olympien
- Jarosław Morawiecki - joueur de hockey, olympien
- Janina Poremska - patineuse artistique, olympienne
- Jan Sitek - joueur de hockey sur gazon, olympien
- Piotr Sczypa - patineur artistique, olympien
- Marian Szeja - footballeuse, olympienne
- Henryk rednicki - boxeur, champion du monde, olympien
- Henryk Tomanek - lutteur, olympien
- Walter Turczyk - athlète, olympien
- Teodor Wieczorek - footballeur et entraîneur
- Ernest Ziaja - joueur de hockey, olympien
- Witold Ziaja - joueur de hockey sur gazon, olympien

Prêtres:
- Czesław Domin - évêque
- Aleksander Skowroński - prêtre

Personnalités politiques :
- Wojciech Korfanty (1873–1939), journaliste, député allemand puis homme politique polonais
- Barbara Blida (1949-2007), députée polonaise, ministre du développement territorial et de la construction
- Jan Mitręga - ministre de l'Énergie, vice-Premier ministre, activiste de ZZG et de PZPR.
- Jacek Soska - Député pour les 10ème, 1er et 2ème mandats

Autres :
- Marian Czakański - économiste, ministre de la santé
- Jacek Falfus - homme politique, gouvernement local
- Ryszard Gansiniec - historien
- Hugo I Henckel von Donnersmarck - Comte Bytom, industriel
- Edward Lasok - responsable du gouvernement local, président Mysłowice
- Janusz Moszyński - homme politique, gouvernement local
- Cezary Nawrot - designer de design industriel, conférencier à l'Académie des Beaux-Arts de Varsovie
- Janusz Niemcewicz - homme politique, avocat, juge du Tribunal constitutionnel
- Tomasz Prusek - journaliste économique de Gazeta Wyborcza
- Józef Skrzek "Gromek" - Officier de réserve scout de l'armée polonaise
- Jacek Soska - homme politique, député
- Ernst Steinitz - mathématicien allemand
- Jan Szydlak - militant public de la République populaire polonaise
- Adam Weintrit - capitaine du grand transport maritime, professeur de sciences techniques, ancien doyen de la faculté de navigation de l'Université maritime de Gdynia
- Tadeusz Leszek Wierzbicki - Professeur polonais de sciences techniques, ingénieur chimiste, ancien vice-recteur de l'Université de technologie de Białystok
- Walter Reichel (1867–1937), ingénieur et professeur d'électrotechnique
- Ernst Steinitz (1871–1928), mathématicien